# Golful Antongil
Helodranon' Antongila (Golful Antongila), mai frecvent numit Golful Antongil  este cel mai mare golf din Madagascar. Acest golf se află pe coasta de est a insulei, spre capătul nordic al coastei de est a insulei. Se află în regiunea administrativă Analanjirofo.
Golful este lung de aproximativ 60 kilometri (37 mi) și larg de 30 kilometri (19 mi). Formând marginea de est a golfului este  peninsula Masoala. Insula Nosy Mangabe și orașul Maroantsetra sunt situate la capătul nordic al golfului, în timp ce capătul sudic al golfului este aproape de locul orașului Mananara Avaratra și gura de vărsare a râului râul Mananara (Analanjirofo).